# Druckentwässerung
Als Druckentwässerung werden verschiedene Systeme zur Abwasserentsorgung bezeichnet:
- Sonderentwässerungssysteme dienen zur Abführung des in baulichen Anlagen anfallenden Abwassers (Schmutz-, Regen- und Fremdwasser) mittels Über- oder Unterdruck. Im Gegensatz zur traditionellen, drucklosen Schwerkraftentwässerung über Freispiegelkanäle haben diese noch eine geringe Bedeutung.

- Unterdruckentwässerung
  - von Flachdächern und anderen höhergelegenen Flächen wird alleine zur Abführung von Regenwasser eingesetzt. Hierbei handelt es sich im Gegensatz zu allen anderen Verfahren der Druckentwässerung um eine Schwerkraftentwässerung, da sie ohne Einsatz von Fremdenergie und Pumpen funktioniert.
  - in Verkehrsmitteln wird für einzelne Entwässerungsgegenstände oder für kompakte Nasszellen eingesetzt. Siehe: Vakuumtoilette
  - wird gelegentlich auch zur Ableitung von Schmutzwasser innerhalb von Gebäuden eingesetzt, insbesondere um eine Wassereinsparung bei der Toilettenspülung zu erreichen.

## Sonderentwässerung von Abwasser
Abwasser kann nicht immer im freien Gefälle zur nächstliegenden öffentlichen Kanalisation oder zur Kläranlage fließen. Seit Ende der 1960er Jahre werden auch Druckentwässerungsverfahren in Deutschland  eingesetzt, die im Arbeitsblatt A 116 der DWA als Sonderentwässerungsverfahren beschrieben werden.
Systeme dieser Art stellen in zersiedelten Wohn- und Erholungsgebieten mit ungünstigen Geländebedingungen oder widrigen Bodenbeschaffenheiten oft eine wirtschaftliche Alternative zum Freispiegelkanal dar, da dieser mit sinkender Besiedelungsdichte vor allem hinsichtlich der Baukosten oft unwirtschaftlich wird.
Es werden meist Überdrucksysteme mit dezentralen Pumpen eingesetzt. Ab 50 angeschlossenen Grundstücken können aber auch Vakuumentwässerungssysteme wirtschaftlich betrieben werden.
Beide werden in der Regel als Trennsysteme konzipiert, d. h. das anfallende häusliche Abwasser wird getrennt vom Niederschlagswasser beseitigt.

### Überdruckentwässerung
Das Schmutzwasser der angeschlossenen Gebäude wird in Sammelschächte auf dem Grundstück geleitet und von dort in ein Druckleitungsnetz gepumpt. Die von den Sammelschächten kommenden Stichleitungen münden in den Hauptstrang, der das Abwasser zur nächsten Kläranlage, in eine Sammelpumpstation oder in ein weiteres Kanalisationsnetz befördert.
Der Abwassersammelschacht besteht in der Regel aus Kunststoff (Polyethylen) oder Beton und ist mit einer Tauchpumpe ausgerüstet, die zulaufendes Abwasser in die Sammelleitung transportiert. Die Stromversorgung der Pumpe kommt zumeist vom angeschlossenen Gebäude. Besteht in einer Stadt oder Gemeinde ein kombiniertes System aus Druckentwässerung und Freigefällekanalisation, werden die Anlieger der Druckentwässerung oft durch etwas geringere Abwasserbeiträge von den zusätzlichen Stromkosten entlastet.
Der für den Transport des Abwassers erforderliche Druck im System wird entweder allein durch die Pumpen in den Anschlussschächten aufgebracht oder zu einer zentralen Sammelpumpstation geleitet. Die Druckleitungen können in verschiedenen Netzformen (verästeltes Netz oder Ringnetz) zur Kläranlage geführt werden.
Für den Einsatz von Schneidradpumpen, welche die enthaltenen Feststoffe zerkleinern, sprechen einige Vorteile:
- Sie homogenisieren das Abwasser. Dies kann sich positiv auf den Gesamtwirkungsgrad des Systems und unter Umständen auch auf die Reinigung des Abwassers auswirken.
- Die Gefahr einer Verstopfung im System verringert sich.
- Es sind meist geringere Druckleitungsdurchmesser möglich. Druckleitungen ab der Nennweite DN 32, können mit deutlich geringerem Aufwand und etwas geringerem Eingriff in die Oberfläche verlegt werden. Oft können diese Leitungen mit speziellen Verfahren grabenlos verlegt werden.
- In Stich- und Sammelleitungen entstehen kaum Verstopfungen, da unzulässige Störstoffe direkt im Anschlussschacht des Verursachers zerkleinert werden, die Pumpe blockieren oder gegebenenfalls zumindest nachgewiesen werden können. Bei anderen Entwässerungsverfahren ist der Verursacher oft nicht zu ermitteln.

### Wirtschaftlichkeit
Die Druckentwässerung kann aus mehreren Gründen eine wirtschaftliche Alternative für die kommunale Entwässerung im Vergleich zum konventionellen Freispiegelkanal sein:
- Es sind nur wenige Kontrollschächte in den Sammelleitungen erforderlich. Dies spart Bau- und Betriebskosten und verringert den Platzbedarf der Hauptleitungen.
- Der Verlauf von Saug- und Druckleitungen ist relativ unabhängig vom Geländegefälle.
- Hindernisse (z. B. Versorgungsleitungen, kreuzende andere Kanäle, sonstige unterirdische Bauwerke) können leichter und kostengünstiger umfahren werden, als beim Freigefällekanal.
- Für Saug- und Druckleitungen ist eine deutlich geringere Verlegetiefe erforderlich, als beim Freigefällekanal.
- Da die Druckentwässerung ein geschlossenes System ist, kommt es kaum zu Geruchsbelästigungen. Diese können bei der Freigefälleentwässerung in warmen Sommern unter Umständen zu einem Problem werden.
- Bei der Unterdruckentwässerung (Vakuumentwässerung) können sich Schäden an den Anschlussstationen nachteilig auf das übrige System auswirken.

Die Energiekosten für dezentralen Pumpen werden bei der Überdruckentwässerung oft kritisch gesehen. In gut geplanten Druckleitungsnetzen oder beim Einzelhausanschluss belaufen sich die Kosten für einen Vierpersonenhaushaltes allerdings nur auf etwa 10 Euro.
Die „Leitlinien zur Durchführung dynamischer Kostenvergleichsrechnungen“ der Länderarbeitsgemeinschaft Wasser (LAWA) erleichtern den Systemvergleich. Berücksichtigt werden Investitionskosten, Betriebskosten und Nutzungsdauer. Voraussetzung für einen objektiven Variantenvergleich ist die gleiche Planungstiefe.